# Коллаборационная деятельность в уголовном праве Украины
Коллаборацио́нная де́ятельность в уголо́вном пра́ве Украи́ны с 3 марта 2022 года является уголовным правонарушением, предусмотренным статьёй 1111 Уголовного кодекса Украины 2001 года. Согласно структуре этой статьи предусмотрено семь составов уголовных правонарушений, подпадающих под определение коллаборационной деятельности. В зависимости от конкретного состава уголовного правонарушения деятельность гражданина Украины может квалифицироваться как уголовный проступок, нетяжкое преступление, тяжкое преступление и особо тяжкое преступление.

## История нормы и общие положения
В юридических научных кругах вопрос о коллаборационизме поднимался ещё за несколько лет до полномасштабного вторжения России на территории Украины. Учёные отмечали, что фактически коллаборационизм существовал на территории Украины ещё с 2014 года, так как согласно украинскому законодательству, российская вооруженная агрессия против Украины началась ещё 20 февраля 2014 года. Отдельные депутаты Верховной Рады ещё до полномасштабного вторжения не менее семи раз безуспешно предлагали внести правки в уголовное законодательство Украины, создав отдельную норму, посвящённую коллаборационизму.
24 февраля 2021 года в Верховной Раде был зарегистрирован проект Закона Украины «О внесении изменений в некоторые законодательные акты (относительно установления уголовной ответственности за коллаборационную деятельность)». Украинский учёный-правовед Роман Мовчан отмечал, что после регистрации законопроект более года фактически не обсуждался. На фоне полномасштабного российского вторжения не территорию Украины 2 марта 2022 года, в парламенте началось обсуждение законопроекта, а на следующий день — 3 марта 2022 года Верховная Рада Украины приняла Закон № 2108-IX «О внесении изменений в некоторые законодательные акты (относительно установления уголовной ответственности за коллаборационную деятельность)», которым была создана статья 1111 в Уголовном кодексе Украины. Несмотря на то, что законопроект был рассмотрен и принят в кратчайшие сроки, Роман Мовчан отмечал, что Закон Украины № 2108-IX являлся долгожданным и, возможно, даже запоздавшим. Изменения, внесённые в Уголовный кодекс Украины Законом № 2108-IX, вступили в силу с 15 марта 2022 года.
Несмотря на то, что фактически коллаборационизм существовал на территории Украины с 2014 года, уголовная ответственность за него, согласно части второй статьи 4 Уголовного кодекса Украины, может наступать лишь в том случае, если коллаборационная деятельность осуществлялась после вступления в силу поправок, которые инкриминировали коллаборационную деятельность. При этом, если действия лица подпадают под другие нормы Уголовного кодекса, то они должны квалифицироваться согласно тем нормам.
Статья 1111 состоит из восьми частей и примечаний из четырёх пунктов. Первые семь частей представляют собой отдельные составы уголовных правонарушений, в то время как восьмая часть является квалифицированным составом преступления.

## Санкции (наказания)
Среди основных наказаний, предусмотренных в статье 1111 Уголовного кодекса Украины 2001 года, есть лишение права занимать определенные должности либо заниматься определенной деятельностью. Данный вид наказания предусмотрен 55-й статьей УК Украины. После начала полномасштабного российского вторжения данная норма была изменена, и согласно абзацу пятому части первой этой статьи лицам, совершившим уголовное правонарушение, которое предусмотрено в статьях 1111 и 1112 (пособничество государству-агрессору), такое наказание назначалось на срок от 10 до 15 лет.
При этом, исходя из судебной практики, учёные-правоведы указывали, что коллаборационная деятельность зачастую не связана с исполнением должностных полномочий. Более того, лица, совершающие уголовные правонарушения, предусмотренные в статье 1111, во многих случаях на момент совершения данного противоправного деяния являлись безработными.